# Florida (hrabstwo Montgomery)
Florida – miasto w Stanach Zjednoczonych, w stanie Nowy Jork, w hrabstwie Montgomery.